# Hồ Satsar
Hồ Satsar hay là Sat Sar (dịch theo nghĩa đen trong tiếng Anh sẽ là "bảy cái hồ") là một hồ nước hay đúng hơn là một tập hợp gồm 7 hồ nước nhỏ ở vùng núi cao thuộc thung lũng Kashmir thuộc huyện Ganderbal, bang Jammu và Kashmir của Ấn Độ.

## Về địa lí
Bảy hồ nước của tập hợp này kết nới lẫn nhau thông qua những thác nước. những cái hồ này nằm ở trên một thung lũng hẹp trên núi cao và chảy từ bắc đến nam và dài đến hơn 4 km (2,5 dặm), rộng khoảng 1 km (0,62 dặm). Chung quanh những cái hồ này là những đồng cỏ xanh tươi tốt. Do đó trong suốt mùa hè, đây là nơi cắm trại cho du khách và những người du mục cũng thường lui tới đây để chăn thả gia súc của họ. Làng Naranag là nơi nghỉ chân gần nhất và còn là chỗ trú chân cho những khách du lịch theo hướng "trekking" đến hồ vào mùa hè.
Nguồn nước chính của hồ Satsar chủ yếu là nước từ băng tan. Do vậy, từ cuối mùa hè đến hết mùa thu thì có hai đến ba hồ bị khô. Chủ yếu là dựa vào lượng mưa. Những cái hồ này là nguồn của những con suối chảy ngầm dưới lòng đất và chảy xuống về phía nam rồi đi vào Wangath Nallah thông qua Churnar (một nhánh sông lớn của sông Sind).

## Hệ động thực vật
Vào mùa đông, khu vực hồ Satsar bị tuyết bao phủ dày đặc. Còn vào mùa hè thì lưu vực của hồ bị bao quanh bởi những loài hoa vùng núi cao. Thường thấy là các loài của các chi: Acomastylis, Meconopsis, Potentilla, Chi Long đởm. Còn các hoa thuộc chi Hedysarum thì thường xuất hiện ở cuối mùa xuân ở khắp vùng hồ.
Về động vật, toàn bộ bảy cái hồ đều có cá hồi, nhưng chủ yếu là cá hồi nâu. Để câu cá ở đây thì cần phải có giấy phép cấp cao cấp từ thành phố Srinagar.